# میتسوبیشی مدل ای

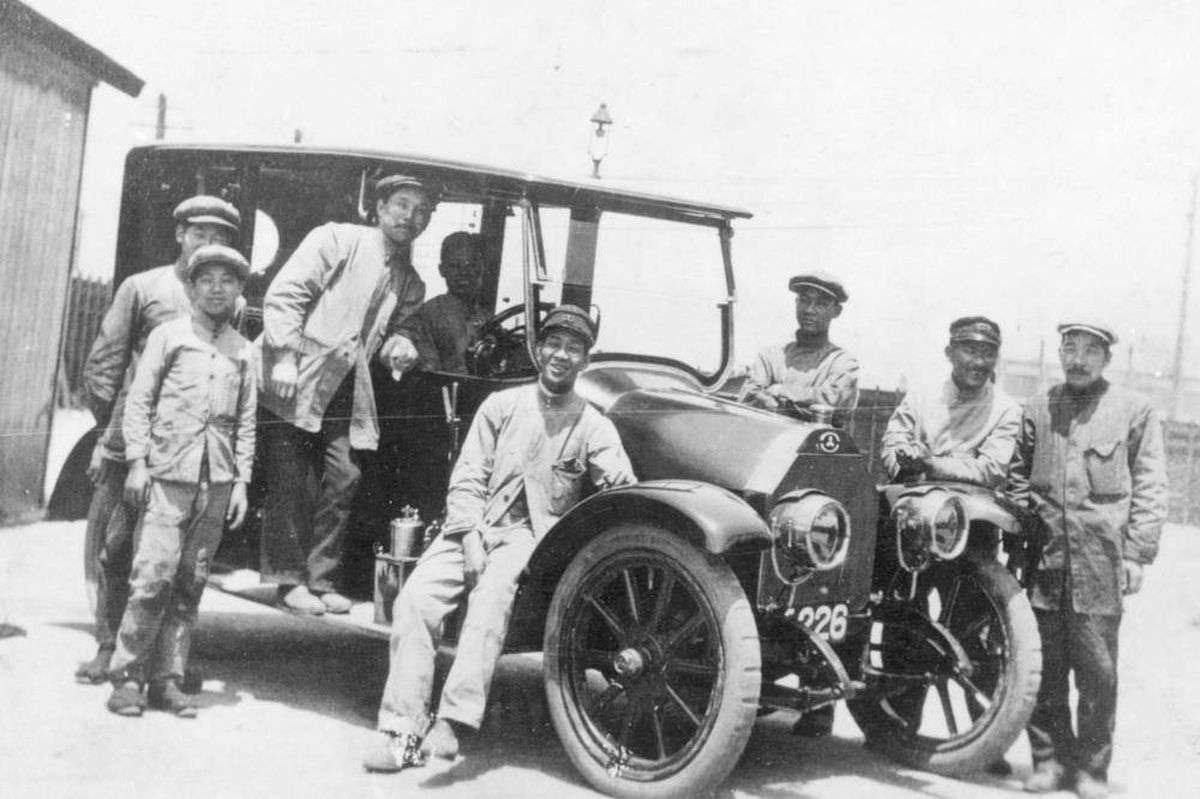

میتسوبیشی مدل ای (Mitsubishi Model A) خودرویی است که در سال‌های ۱۹۱۷ تا ۲۱در کوبه تولید شده‌است. است.
موتور آن ۲۷۶۵ سی‌سی است.
در جشن صد سالگی(۲۰۱۷) این شرکت بزرگ و چند خوشه ای میتسوبیشی model a با موتور هیبرید تولید شد و فروش چشمگیری داشت